# Brattahlíð

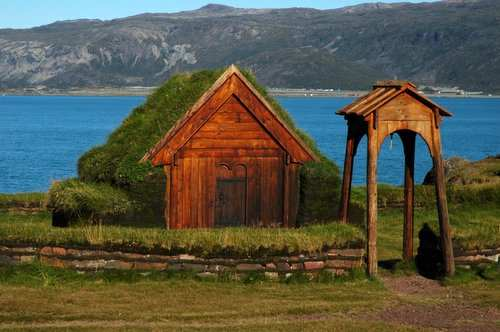
Reproducere a bisericii Thjodhild din Brattahlíð

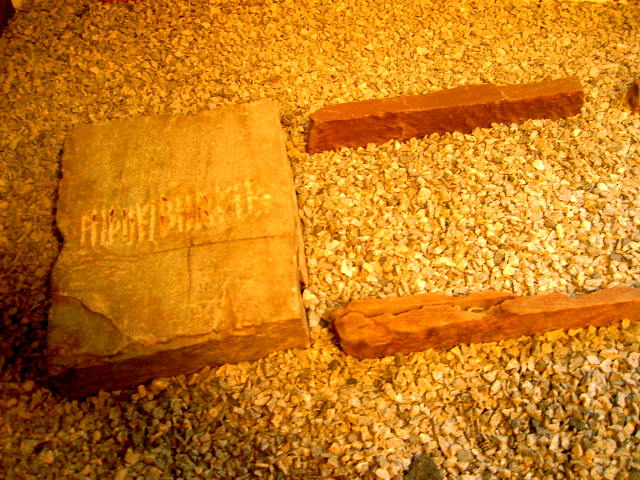
Mormânt cu rună cu numele lui Ingeborg din fosta moșie agricolă Brattahlíð

Brattahlíð sau Brattahlid a fost așezarea lui Erik cel Roșu în Așezarea de Est (Eystribygð în limba nordică veche) a vikingilor, din sudul Groenlandei. A fost fondată la sfârșitul secolului al X-ea, iar în prezent pe acest loc este situat satul Qassiarsuk, municipalitatea Kujalleq. Așezarea era situatǎ la sfârșitul unui fiord destul de mare (i.e. Eiriksfjord/Tunulliarfik), la 96 km distanțǎ de ocean, astfel aceasta era protejatǎ de furtuni. Urmașii lui Erik au trăit aici până în secolul al XV-lea. Numele de „Brattahlíð” înseamnă „Pantǎ abruptǎ”.

## Bisericǎ
Pe locul bisericii principale, construitǎ după adoptarea creștinismului de cǎtre vikingii norvegieni pe timpul regelui norvegian Olaf Tryggvason, cercetǎtorii au descoperit fragmente de metal topit de clopot și pietrele de temelie a bisericii și ale altor clădiri care au supraviețuit până în secolul al XXI-lea, precum și rămășițele (probabil) a unei  fierării. Biserica a avut dimensiuni de 12.5 pe 4.5 metri, și a avut douǎ intrǎri, cu un șemineu în mijloc. Biserica, construitǎ probabil în secolul al XIV-lea, a fost construitǎ pe ruinele unei biserici mai vechi. În ograda bisericii sunt pietre funerare (rune), una având o taiǎturǎ în formǎ de cruce. Pe altǎ runǎ este gravat „Mormântul lui Ingeborg”. Acum pietrele marcheze în mod clar limitele bisericii, deși, probabil, au fost deplasate recent. Vizitatorii de asemenea pot vedea, cimitirul care înconjoarǎ lǎcașul.